# Another Way
Another Way (englisch etwa für „[auf] eine andere Weise“) ist ein Lied des italienischen DJs und Musikproduzenten Gigi D’Agostino. Der Song ist die dritte Singleauskopplung seines zweiten Studioalbums L’amour toujours und wurde am 31. Juli 1999 in Europa veröffentlicht.

## Inhalt
Another Way handelt von enttäuschter Liebe. Darin beschreibt das lyrische Ich, wie es sein Leben für die geliebte Person ändert, doch diese bemerkt nichts von den Annäherungen, erwidert die Liebe nicht und behandelt es stattdessen schlecht.

“You’ll never do it, come and sing my song

I’ll never do it ’cos you treat me wrong

Can’t you see that I want to touch your body

Can’t you see that I fly with you, I pray for you

Living in another way, to live it up just another day”

## Produktion
Der Song wurde von Gigi D’Agostino selbst produziert, der zusammen mit Paolo Sandrini, Carlos Montagner und Diego Leoni auch als Autor fungierte.

## Musikvideo
Bei dem zu Another Way gedrehten Musikvideo führten der Schweizer Regisseur Stephan Müller und der deutsche Regisseur Jörg Thommes Regie. Es verzeichnet auf YouTube über 50 Millionen Aufrufe (Stand Dezember 2020).
Das Video ist größtenteils computeranimiert und zeigt zu Beginn Gigi D’Agostino, der sich in eine roboterartige Figur, die einen Anzug trägt und Max Headroom ähnelt, verwandelt. Die Figur tanzt und singt den Liedtext teilweise mit. Kurz darauf taucht eine Roboterfrau auf, die er mit seinem Tanz versucht zu beeindrucken. Schließlich tanzen sie synchron zusammen, kommen sich näher und küssen sich am Ende des Videos. Im Hintergrund sind durchgehend verschiedene animierte Elemente, wie Zahnräder oder Karten, zu sehen.

## Single

### Covergestaltung
Das Singlecover zeigt im linken Teil Gigi D’Agostino, der ein weißes T-Shirt trägt und den Betrachter anblickt. Rechts im Bild befinden sich die Schriftzüge Gigi D’Agostino in Weiß sowie Another Way in Rot. Der Hintergrund ist grau gehalten und zeigt das chinesische Schriftzeichen „wǔ“, das für „tanzen“ steht.

### Titelliste
1. Another Way (Radio Cut) – 3:30
2. Another Way (Tanzen Mix) – 7:42
3. Another Way (LP Mix) – 6:02

### Chartplatzierungen
Another Way stieg am 14. August 2000 auf Platz 28 in die deutschen Charts ein und erreichte sieben Wochen später mit Rang 16 die höchste Position. Insgesamt konnte sich der Song 16 Wochen lang in den Top 100 halten. In den deutschen Jahrescharts 2000 belegte die Single Position 79. Zudem erreichte Another Way Platz 13 in Österreich, Rang 33 in Frankreich sowie Position 61 in der Schweiz.
| ChartsChartplatzierungen | Höchstplatzierung | Wochen |
| ------------------------ | ----------------- | ------ |
| Deutschland (GfK)        | 16 (16 Wo.)       | 16     |
| Österreich (Ö3)          | 13 (23 Wo.)       | 23     |
| Schweiz (IFPI)           | 61 (11 Wo.)       | 11     |

| ChartsJahrescharts (2000) | Platzierung |
| ------------------------- | ----------- |
| Deutschland (GfK)         | 79          |
| Österreich (Ö3)           | 36          |